# Les Deux Gredins
Les Deux Gredins (titre original : The Twits) est un roman pour enfants écrit par Roald Dahl et illustré par Quentin Blake, publié en anglais en 1980 et publié en France aux éditions Gallimard en 1997.

## Résumé
Les deux gredins se détestent. Ils se chamaillent, mais dès qu'il s'agit de cuire des enfants, faire des tartes aux oiseaux ou des spaghettis aux vers de terre, ils forment une merveilleuse équipe.

## Compère Gredin
Compère Gredin est une personne horrible, il a les cheveux qui couvrent tout son visage, à l'exception de son front, ses yeux et son nez. Son poil (qui, croit-il à tort, le fait apparaître « sage et grand »), est dur et hérissé de pointes. Parce qu'il ne se lave jamais, sa barbe contient des restes de nourriture, y compris les conserves de sardines, fromage Stilton et corn flakes. Parfois, il lèche ces restes et les mange. Au lieu de s'essuyer la bouche avec un chiffon, Compère Gredin s'essuie simplement sur sa manche. Compère Gredin est un buveur de bière - même au petit-déjeuner. Il est connu pour son apparence trompeusement calme lorsqu'il complote de mauvais tours, dont la victime est habituellement sa femme, tout aussi désagréable que lui.

## Commère Gredin
Commère Gredin, la femme de Compère Gredin, est hideuse et malpropre. Son visage attrayant s'est effacé au fil des années sous l'effet d'horribles pensées. Elle profite de son œil de verre pour commettre des farces afin de se venger de celles de son mari. Commère Gredin multiplie les actes de cruauté et de brutalité tout au long de l'histoire. Ainsi, elle use surtout de sa canne de marche comme d'une arme contre d'innocents enfants et animaux. Elle participe au tourment des singes de compagnie du couple les Moldus Wumps et sert à Compère Gredin un déjeuner de vers de terre déguisés en spaghettis. Bien qu'elle fasse fréquemment preuve de stupidité, elle manifeste également des signes d'intelligence lorsqu'elle réussit une farce qui, à la fin, l'emporte dans le ciel avec des ballons et lui permet d'atterrir en toute sécurité sur le sol.

## Éditions
Édition petit format : Gallimard, collection Folio Junior, 1997  (ISBN 978-2070515189).